# Tamperská univerzita
Tamperská univerzita (latinsky: Universitatis Tamperensis) je univerzita ve Finsku. Pod názvem Kansalaiskorkeakoulu (doslovně přeloženo jako „Občanská vysoká škola“) byla založena roku 1925 v Helsinkách. Roku 1960 se přestěhovala do města Tampere a v roce 1966 obdržela svůj nynější název Tamperská univerzita. Podle britské společnosti QS Quacquarelli Symonds se v celosvětovém žebříčku univerzit umístila k roku 2013 na 376. místě.